# Cheval noir bâtisseur
Vous lisez un « bon article » labellisé en 2015.
Pour les articles homonymes, voir Cheval noir.
Le cheval noir bâtisseur est un conte de tradition orale avec plusieurs variantes, au Québec et dans d'autres régions du Canada francophone. Il met le plus souvent en scène un magnifique cheval noir, plus rarement blanc, qui aide à construire une chapelle, une église ou une cathédrale. Impressionné par le courage de l'animal, un ouvrier bienveillant lui enlève sa bride. La construction de l'édifice s'interrompt alors qu'elle était presque achevée et le cheval s'enfuit, suggérant qu'il est le diable. Une pierre manque toujours au sommet de la bâtisse religieuse. Le diable espérait emporter l’âme de la première personne qui franchit le seuil de l'église, mais l'édifice étant inachevé, il ne peut pas conclure son plan.
Ce conte est présent sur les deux rives du fleuve Saint-Laurent, notamment à Saint-Augustin-de-Desmaures, Saint-Michel-de-Bellechasse, Saint-Laurent-de-l'Île-d'Orléans, Trois-Pistoles, L'Islet et dans d'autres localités québécoises. Il existe aussi dans un quartier francophone de Saint-Boniface au Manitoba. L'association du diable au cheval noir est un motif fréquent dans l'imaginaire québécois, peut-être lié à l'éthique de l'Église et à la peur d'une rencontre avec le Malin.

## Résumé

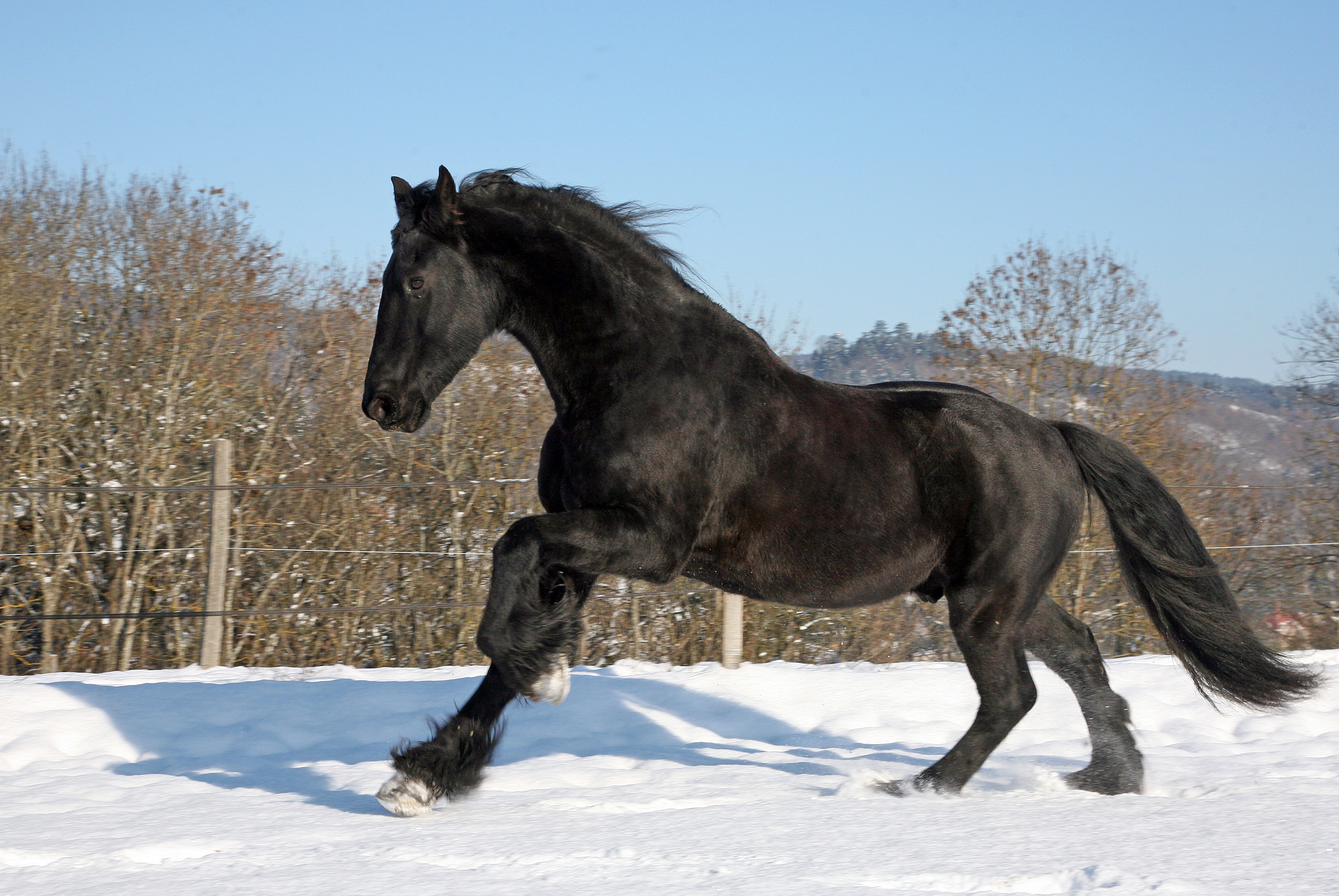
Un cheval noir, protagoniste du conte.

Le cheval noir bâtisseur appartient au conte-type du « pacte avec le diable », ces histoires de « diable constructeur d'églises » étant nombreuses au Québec, avec d'importantes variantes,,. Le protagoniste en est généralement un grand cheval noir, extrêmement fort et beau. Sous la forme de ce « pimpant cheval noir ou blanc, sellé et bridé », le diable est l'esclave de celui qui l'envoie.
Le diable accepte de se changer en cheval (ou de se faire enchanter) pour bâtir une église, croyant que l'âme de la première personne qui y entrera lui appartiendra à tout jamais. Des travaux difficiles sont nécessaires. Ce cheval est confié aux ouvriers du chantier, avec pour consigne de ne jamais le débrider. Il se montre extrêmement efficace au travail. Négligeant la consigne, un ouvrier bienveillant finit par lui ôter sa bride, ce qui lève l'enchantement. Le cheval suggère alors qu'il est le diable et il s'enfuit. La plupart des versions précisent qu'il manque toujours une pierre sur l'édifice que ce cheval diabolique aidait à construire.

## Variantes

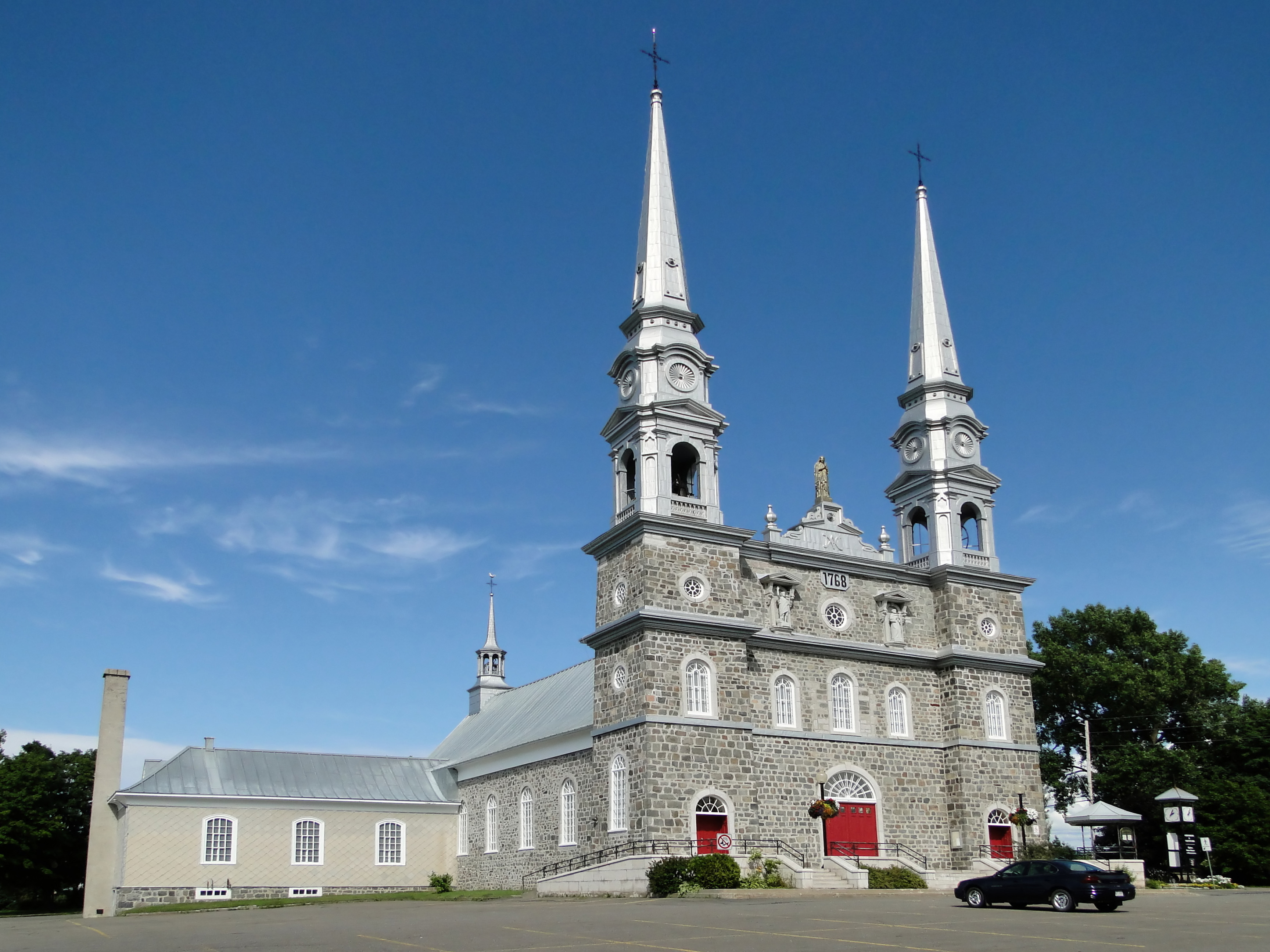
L’Église Notre-Dame-de-Bonsecours de L’Islet, construite grâce au cheval noir selon la légende.

Cette histoire est connue sur les deux rives de la vallée du fleuve Saint-Laurent, à Chicoutimi et aux îles de la Madeleine. La version de L'Islet veut qu'il n'y ait pas d'église en mai 1768. Un curé reçoit l'aide d'une femme blanche et rayonnante, « Notre-Dame du Bon Secours », qui lui remet le cheval noir devant sa porte le lendemain et lui précise la consigne. Ce cheval tracte chaque jour une charge double de celle du jour précédent, jusqu'au moment où un ouvrier soucieux du bien-être de l'animal le débride au passage d'une rivière. Le curé fait un grand signe de croix pour l’arrêter, mais le cheval file vers un rocher qui se fend avec un son de tonnerre. Des flammes jaillissent du bord de la fissure et le diable retourne chez lui, en enfer, laissant traîner une odeur de soufre.
La version de Trois-Pistoles raconte que, de 1882 à 1887, la cinquième église fut construite grâce à l'aide d'un cheval noir infatigable, venu d'on ne sait où, qui transportait les pierres nécessaires. Il manqua toujours une pierre au sommet d'un des murs de l'église. La légende consignée en 1898 apporte une nuance : deux factions de paroissiens s’opposaient sur le choix de l’emplacement de l'église, l'une préférant la rive du fleuve et l'autre une distance d'une lieue du cours d’eau. Le curé a enchanté le cheval noir pour aider le premier groupe.
La version de l'île d'Orléans parle de coteaux et d'une montée où les chevaux souffraient pour amener les pierres sur les chantiers. Un constructeur dit aux autres ouvriers qu'il va trouver un cheval capable de fournir à lui seul autant de travail que tous les autres réunis. Il utilise le Petit Albert et revient avec un splendide animal qu'il confie aux bâtisseurs avec la consigne. Le soir venu, le cheval a effectué une telle masse de travail qu'un de ses conducteurs le mène près d'un ruisseau pour boire et lui enlève sa bride. Le cheval disparaît instantanément. Désespéré, le conducteur se jette dans le ruisseau où il se transforme en anguille. Depuis, il manque toujours une pierre à l’Église de l'île d'Orléans. La version de Saint-Boniface attribue le don du cheval à monseigneur Alexandre-Antonin Taché et mentionne elle aussi une pierre manquante à l'Église. Deux variantes, à Trois-Pistoles et Saint-Germain-de-Kamouraska, parlent plutôt d'un cheval blanc. Les constructions de la cathédrale Saint-Hyacinthe-le-Confesseur et de l'église de la Baie-du-Febvre seraient elles aussi dues à ce diable déguisé.

## Origine et diffusion
On peut dire en gros que nos contes traditionnels sont des diableries, des diableries pas méchantes du tout, au contraire domestiquées au service de Dieu, comme en témoigne le grand cheval noir qui aide les paroissiens à bâtir leur église.
Le cheval est assez souvent mentionné dans les traditions orales québécoises, issues d'une mémoire collective occidentale, avec une association fréquente au diable et autres forces du mal. Le Québec voit circuler diverses traditions orales qui relatent une rencontre avec le diable changé en animal noir : chien, chat, cormoran ou cheval, il provoque des ravages, renverse les barques des pêcheurs et séduit les jeunes filles par ses talents de danseur. Par ailleurs, les charretiers qui mènent leurs chevaux près des forêts et des forges en particulier craignent et relatent des manifestations diaboliques. Le diable de ce conte est cependant plus débonnaire que réellement dangereux. La version de Trois-Pistoles précise même que le curé est parvenu à l'asservir en lui passant une étole autour du cou.
Le cheval bâtisseur d'églises se retrouve dans un nombre « impressionnant » de paroisses qui se font valoir cette origine légendaire, probablement grâce aux collectivités qui ont promu ces histoires. Il forme l'une des légendes québécoises les plus connues. La fonction de ce type de conte peut être de promouvoir une éthique morale en relation avec l’Église, cependant le choix de faire participer le diable à l'érection de l'édifice religieux a tendance à y attirer le malheur, selon l'opinion populaire.
Hubert Larue popularise la légende en la publiant dans son ouvrage Les Sorciers de l'île d'Orléans, en 1861. D'après Jean Rigault, les conteurs qui exerçaient leur art dans les paroisses avaient tout intérêt à y fidéliser leur public. La présence du diable aurait donc servi à unir les paroissiens, la diffusion de l'histoire profitant au curé. De même, lors des transmissions orales, les gens ont une « tendance à placer l'histoire chez eux ». La version de L'Islet, présentée comme un « souvenir populaire que l'on se raconte au coin du feu », est cependant peu prise au sérieux en 1939.

## Contes et légendes proches
D'autres traditions orales québécoises associent le diable au cheval noir. L'histoire du cavalier masqué met en scène un diable cavalier sur un cheval noir, qui se présente à l'improviste et masqué dans un bal du Mardi gras, où en beau danseur il séduit une jeune fille,. La présence du cheval noir est, dans ce conte, l'indice déterminant pour deviner l'identité de son propriétaire.
Le conte du petit cheval vert débute dans une forêt éloignée. Un charmant couple a un garçon ; cependant, ceux-ci ne lui ont pas trouvé de parrain. Un jour, un inconnu sur un imposant cheval noir passe par là. Il propose de devenir son parrain et d'emmener l'enfant. Les parents acceptent à la condition qu'ils leur rende visite régulièrement. Ils laissent leur garçon partir à regret. C'était le diable qui venait de passer, le malin enferme l'enfant dans un grenier. Le garçon découvre qu'il est séquestré par le diable et devient complice d'un petit cheval vert, enfermé là lui aussi. Le cheval lui demande d'apporter un peigne, un miroir et un savon. L'enfant et l'animal se sauvent et sont traqués par le diable. Le cheval vert demande à l'enfant de lancer derrière ces objets qui, par magie, se transforment en forêt épineuse, en montagne de glace et en une mer qui engloutit le diable. Fou de joie, l'enfant embrasse le petit cheval vert et celui-ci se transforme en son véritable parrain. La famille est enfin réunie et ils sont tous heureux.

## Utilisation commerciale et inspiration artistique
L'abbé Charles Beaubien de la paroisse de Sault-au-Récollet aurait prétendu en 1899 posséder une peinture représentant Satan sous la forme d'un cheval blanc dans la sacristie de son église, œuvre dont l'existence n'a jamais été prouvée, mais que les conteurs québécois citent abondamment.
Le cheval noir figure sur l’étiquette de la bière de Trois-Pistoles. 
Une sculpture de Michael Bergstaller illustre la légende du cheval noir près de l'église de cette municipalité ; elle a remporté le prix Aménagement en 2008.